# 水口さやか
水口 さやか（みずぐち さやか、1986年 - ）は、元NHK青森放送局契約キャスター。

## 人物
青森県鯵ヶ沢町出身。東海大学文学部広報メディア学科卒業後、2009年、NHK青森放送局に契約キャスターとして入局。以来夕方のニュース番組のキャスターを務める。若いながらも落ち着きのある雰囲気が特徴で自分でもプロフィールなどでその点をネタにしていた。2013年、青森放送局を退局。

## 学生時代
学生時代は、ケーブルテレビやFM放送の番組などを制作していた。その活動ははい!テレビ朝日です（テレビ朝日）などでも紹介された。

## 担当番組
- あっぷるワイド キャスター

| スタブアイコン | サブスタブ | この項目は、まだ閲覧者の調べものの参照としては役立たない、アナウンサーに関連した書きかけの項目です。この項目を加筆・訂正などしてくださる協力者を求めています（PJ:アナウンサー）。 |